# Belascoáin
Belascoáin település Spanyolországban, Navarra autonóm közösségben. Belascoáin Zabalza-Zabaltza, Bidaurreta, Guirguillano és Puente La Reina községekkel határos. Lakosainak száma 129 fő (2024).

## Népesség
A település népessége az elmúlt években az alábbi módon változott:
| Lakosok száma | 107  | 119  | 113  | 124  | 124  | 124  | 123  | 122  | 121  | 129  |
|               | 2001 | 2004 | 2007 | 2009 | 2012 | 2014 | 2017 | 2019 | 2022 | 2024 |